# Sergio Thione
Sergio Thione (Mar del Plata, Buenos Aires, Argentina, 20 de marzo de 1989) es un futbolista argentino y su equipo actual es el Avenir Sportif Béziers del Championnat de France Amateurs.

## Clubes
| Club                        | País      | Año           |
| --------------------------- | --------- | ------------- |
| Gimnasia y Esgrima La Plata | Argentina | 2003-2009     |
| Club Atlético Aldosivi      | Argentina | 2009-2010     |
| USC Bananier                | Guadalupe | 2011          |
| Avenir Sportif Béziers      | Francia   | 2011-presente |